# Haus Bögge
Haus Bögge ist ein ehemaliges Rittergut in Bönen. Es wurde schon 1237 urkundlich erwähnt.

## Geschichte
Das Geschlecht der Herren von Bögge erscheint erstmals 1210 in den Urkunden. 1258 wurde Haus Bögge, ein Lehen der Essener Abtei Werden, erstmals ausdrücklich genannt. 1392 enthält das Verzeichnis der Absteigequartiere der Grafen von der Mark auch die borch to Bögge. Durch Heirat ging sie 1543 an die von Hoete, die sie am Ende des 17. Jahrhunderts an die von Hugenpoth auf Haus Stockum verkauften. Noch vor 1700 gelangte das Schloss durch Heirat an die von Dombroick.
Diese Familie versteigerte das Gut im Jahre 1785, wodurch es an Henrich Ludwig Gisbert von Plettenberg-Stockum kam, einen Sohn des Generals Christoph Friedrich Steffen von Plettenberg (1698–1777), der auf Haus Heyde lebte. Seine Tochter Friederike von Plettenberg-Stockum (1768–1850) heiratete Franz von Bodelschwingh-Velmede (1754–1827).
Ihre Tochter Sophie (1791–1855) erbte Haus Bögge und heiratete den General Konstantin Freiherr von Quadt-Wykradt-Hüchtenbruck (1781–1868). Das alte Schloss wurde abgerissen und im Jahre 1872 wurde für den Sohn Otto von Quadt-Wykradt-Hüchtenbrock (1819–1893) ein neues Wohnhaus errichtet.
Ein halbes Jahrhundert danach – der Erste Weltkrieg war verloren und es herrschten wirtschaftliche Notzeiten – verkaufte ein Nachfahre den gesamten Besitz.

## Baugeschichte
Ausgangspunkt der Bauentwicklung war ein Schulzenhof, der schon im 11. Jahrhundert existierte. Vermutlich im 13. Jahrhundert wurde die ihn umgebende Gräfte nach Westen erweitert. In dem so entstandenen Hausteich wurde ein Burghaus auf einer kleinen Insel errichtet worden, eventuell war diese als Motte ausgebildet. Zu Beginn des 17. Jahrhunderts wurde im Westen der großen, bis dahin als Vorburg dienenden Insel ein Schloss errichtet und das Feste Haus abgebrochen. 1787 wurde die alte Burginsel als „Bleichplatz im Hausgraben“ bezeichnet. Am Ende des 18. und zu Beginn des 19. Jahrhunderts wurden mit Ausnahme des Tores sämtliche Gebäude abgerissen und ein einfaches Gutsgebäude für den Pächter errichtet. Dieses wurde 1985 abgerissen. 1872 wurde südlich der Gräfte ein neogotisches Schloss errichtet.

## Beschreibung
Heute sind noch der südliche Teil der Gräftenanlage und westlich davon ein Wallrest vorhanden. Das 1872 im neogotischen Stil errichtete kleine Schlossgebäude steht südlich außerhalb des ursprünglichen Burgbereichs. Ein Torbogen vom Ende des 17. Jahrhunderts befindet sich heute bei Haus Heeren. Vom Schloss des 17. Jahrhunderts sind nur noch Architekturteile wie ein Wappenstein und eine Schießscharte erhalten. Laut einer Beschreibung aus dem Jahr 1801 besaß es zwei Stockwerke und einen Keller und war 26,50 m lang, 11,80 m breit und 9,80 m hoch. Außerdem standen damals noch ein Torhaus, ein Wirtschaftsgebäude aus Ziegeln und Hausteinen, ein Fachwerkgebäude mit den Maßen 39,20 × 14,12 × 4,60 m und ein Stall an der Ostseite. Das zu Beginn des 19. Jahrhunderts errichtete Pächterhaus wurde aus dem Abbruchmaterial des Schlosses errichtet und hatte die Form eines einstöckigen Gebäudes mit Krüppelwalmdach. Es ist später durch Wirtschaftsgebäude ergänzt worden. Die heute bestehenden Gebäude innerhalb der Gräfte sind modern.